# Major község
Major község (románul: Comuna Maieru) község Beszterce-Naszód megyében, Romániában. Központja Major, hozzá tartozik Dombhát.

## Népessége
A 2011-es népszámlálás adatai alapján a község népessége 7089 fő volt.